# Baarsdorp
Baarsdorp est un hameau dans la commune néerlandaise de Borsele, en Zélande. Le hameau est situé sur l'île de Zuid-Beveland.
Jusqu'en 1816, Baarsdorp formait une commune avec Sinoutskerke, rattachée en cette année à 's-Heer Abtskerke.

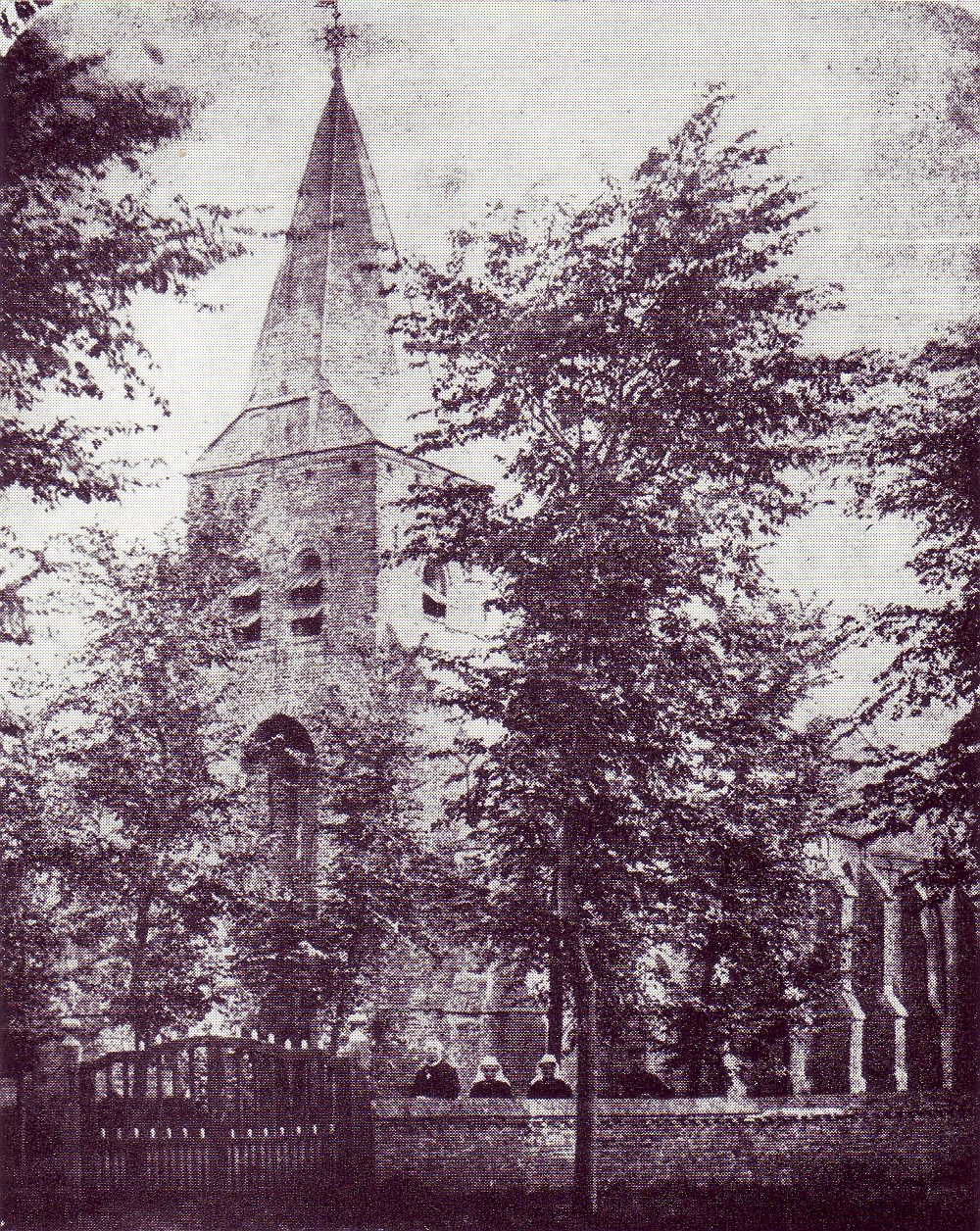
Église de Baarsdorp en 1880